# Steve Miller
Steve Miller (Milwaukee, Wisconsin; 5 de octubre de 1943) es un guitarrista y compositor estadounidense.

## Biografía
Miller nació en el seno de una familia de músicos de jazz. Su padre, George "Sonny" Miller, era un músico amateur y su esposa, Bertha, cantante. Miller aprendió de mano de su padrino, Les Paul, sus primeros acordes de guitarra a los cinco años. Les Paul y su mujer Mary Ford fueron unos visitantes habituales en la casa de los Miller. Paul alentaba al pequeño Steve con sus dotes prodigiosas de guitarrista. La mayor parte del éxito de Steve fue gracias a la ayuda de Paul. Miller continúa usando muchas de las técnicas que le enseñó Les Paul.
En 1950, la familia de Steve se trasladó a Dallas, Texas. En St. Mark's School, Miller formó su primera banda, The marksmen. Miller enseñó a su compañero Boz Scaggs acordes de la guitarra para que pudiera entrar en la banda.
En 1962, Miller volvió a Wisconsin e ingresó en la Universidad de Wisconsin-Madison, donde formó el grupo the Ardells. Dos años después, Miller viajó a Dinamarca, a la universidad de Copenhague para un semestre en su último año para estudiar literatura comparativa.
Al regreso a Estados Unidos, Miller se trasladó a Chicago, donde se sumergió a sí mismo en la escena del blues de la ciudad.Durante su estancia en Chicago, trabajó con el músico de la harmónica Paul Butterfield y grandes músicos de blues como Muddy Waters, Howlin' Wolf y Buddy Guy, y todos de ellos alentaron al joven guitarrista para continuar con su carrera musical. En 1965, Miller y el teclado Barry Goldberg formaron la Goldberg-Miller blues band y comenzaron tocando en la escena de los clubes de Chicago. Firmaron un contrato con Epic Records y grabaron el sigle The mother song y pronto formaron un contrato para tocar habitualmente en un club de blues de Nueva York.
Cuando volvió de Nueva York, se quedó decepcionado por el estado del blues de Chicago, entonces, voló a Texas con esperanzas de estudiar música en la Universidad de Texas en Austin, pero le denegaron el acceso. Entonces compró un transporte y viajó a San Francisco.  A su llegada, gastó los últimos cinco dólares que le quedaban para entrar en un concierto de la Butterfield Blues Band y Jefferson Airplane en el auditorio Filmore. Miller se enamoró de la escena de Blues que por entonces había en Chicago y decidió quedarse.
En 1967, formó la Steve Miller Band (en el inicio llamada Steve Miller Blues Band). Anunciado como el Miller Band, se retractaron de Chuck Berry en su Live at Fillmore Auditorio álbum lanzado ese año. En 1968, lanzaron un álbum, Children of the future, el primero en una serie de álbumes arraigada al estilo blues psicodélico que dominaban la escena de San Francisco.
El grupo siguió la publicación de su segundo álbum, Sailor, con los álbumes Brave a new world, Your saving Grace y Number 5. Esos primeros cinco discos se hicieron respetar en los Estados Unidos. Algunas canciones de este periodo aparecen en el álbum recopilatorio Antology, el cual incluye la aparición especial de Paul McCartney en las canciones "Celebration" y "My dark hour".
El año 1973 marcó un punto de inflexión en la carrera de Steve Miller, con el álbum The Joker que fue un éxito popular en los EE. UU. Fly Like an Eagle y Book of dreams también fueron éxitos comerciales. Varios títulos salieron en singles y se convirtieron en éxitos: "Rock'n Me", "Take the money and run", "Jet Airliner" y "Jungle Love".
Aunque la Steve Miller Band había limitado éxito comercial de pico, su popularidad en curso ha sido notable. En 1978 el álbum Greatest Hits 1974-1978 fue publicado. El mismo contenía todos los grandes éxitos de sus dos álbumes populares, Fly Like an Eagle y Libro de los Sueños (además de la pista del título del Joker), que fueron grabadas durante las sesiones de grabación misma en 1976 y posteriormente publicado con un año de diferencia. Esta popularidad también alimentó exitosas giras de conciertos a lo largo de los años 1980 y 1990, a menudo con un gran número de personas más jóvenes estar presentes en los conciertos, muchos de los cuales eran fanáticos de los grandes éxitos e, inevitablemente, compraron el álbum de grandes éxitos. Miller a menudo figura con otros grupos de rock clásico, tocando una gran variedad de su música, incluyendo una selección de sus blues, obra que data de fines de 1960.
Escuchando las noticias de la muerte de su padrino Les Paul en 2009, Miller contestó: "No puedo creer que se haya ido, le echaré mucho de menos. Mis oraciones irán dirigidas a él". En memoria de Paul, Miller cantó dos canciones en el funeral privado.
En 2009, Miller ingresó en el salón de la fama del Woodrow Wilson High School.
El 15 de junio de 2010, Miller lanzó Bingo!, su primer álbum de blues en diecisiete años.

## Discografía

### Steve Miller Band

#### Álbumes
- Children of the Future (abril 1968)
- Sailor (Octubre 1968)
- Brave New World (Junio 1969)
- Your Saving Grace (Noviembre 1969)
- Number 5 (Julio 1970)
- Rock Love (Octubre 1971)
- Recall the Beginning...A Journey from Eden (Marzo 1972)
- Anthology (Octubre 1972)
- The Joker (Octubre 1973)
- Fly Like an Eagle (mayo de 1976)
- Book of Dreams (mayo de 1977)
- Greatest Hits (1974-1978) (noviembre de 1978)
- Circle of Love (octubre de 1981)
- Abracadabra (junio de 1982)
- Steve Miller Band Live! (abril de 1983)
- Italian X-Rays (noviembre de 1984)
- Living in the 20th Century (noviembre de 1986)
- The Very Best of the Steve Miller Band (1991)
- Wide River (julio de 1993)
- Young Hearts (2003)
- Fly Like an Eagle: Edición 30 aniversario (2006)
- Live from Chicago Ravinia Amphitheater Chicago, DVD (2007)
- Bingo! (2010)

- Datos: Q2010571
- Multimedia: Steve Miller (musician) / Q2010571